# マブラヴ オルタネイティヴ トータル・イクリプス
『マブラヴ オルタネイティヴ トータル・イクリプス』（Muv-Luv Alternative Total Eclipse）は、アダルトゲームメーカー「âge（アージュ）」から発売された、PC用ビジュアルノベル『マブラヴ オルタネイティヴ』のスピンオフ企画として、テックジャイアンで連載される小説。およびそれを元にした漫画化作品やフィギュアなどのメディアミックス展開の事を指す。通称は、「トータル・イクリプス」「TE」。
2012年7月から同年12月までテレビアニメが放送され、2013年5月には家庭用テレビゲームが発売された。
アニメについては#テレビアニメ、ゲームについては#コンシューマゲームを参照。

## 概要
2006年2月24日に発売されたPCゲーム『マブラヴ オルタネイティヴ』の人気を受けて、アージュ・ボークス・ホビージャパン・エンターブレイン（テックジャイアン編集部）の4社が合同で立ち上げたプロジェクトで、立体造型によるジオラマ写真と小説、イラストなどによって構成される本編のサイドストーリー。テックジャイアン2007年2月号から連載が開始され、2009年12月号で第1部の最終回を迎えている。
2007年8月31日に発売された『マブラヴ オルタネイティヴ』のファンディスクである『マブラヴ ALTERED FABLE（オルタード フェイブル）』に第壱話・第弐話がビジュアルノベル形式で収録されている。

## あらすじ
『マブラヴ オルタネイティヴ』本編が開始される2001年10月22日、物語はその約11か月前から始まる。アラスカの国連軍ユーコン基地で進められている先進戦術機技術開発計画（プロミネンス計画）実験部隊を舞台に、各国のテストパイロットやメカニックたちによる熱き戦いの物語が描かれる。

## 登場キャラクター
ユウヤ・ブリッジス
声 - 小野大輔
本作の主人公。アメリカ陸軍・戦技研部隊から派遣された衛士であり、日米合同の新型戦術機開発プロジェクト“XFJ計画”のメインテストパイロットとしてユーコン基地に配属される。日本人である父の血を引くハーフであり、幼い頃からそのことに起因するストレスを抱えながら生きている。
篁 唯依（たかむら ゆい）
声 - 中原麻衣
本作のもう一人の主人公で、メインヒロイン。日本帝国斯衛軍の女性中尉。ユーコン基地においてはユウヤが駆る開発段階の戦術機の完成度を高めたいという気持ちの強さゆえ、ユウヤと激しくぶつかり合う。
クリスカ・ビャーチェノワ
声 - 生天目仁美
本作のヒロインの一人。ソビエト連邦陸軍の女性衛士。基本的に他者とは壁を作って接するが、同僚であり戦術機を共に駆るイーニァとは強い絆と複雑な感情で結ばれている。
イーニァ・シェスチナ
声 - 能登麻美子
本作のヒロインの一人。クリスカと同じ“イーダル試験小隊”所属の少女衛士。排他的な性質の強いソ連軍人らしからぬ優しげな態度で、ユウヤにも好意を見せる。
ステラ・ブレーメル
声 - 大原さやか
ユウヤと同じ“アルゴス試験小隊”所属のスウェーデン王国陸軍少尉。類まれなる美しさとナイスバディを持つ、小隊きってのオトナの女性。戦闘時においては狙撃や部隊指揮などに冴えを見せる。
タリサ・マナンダル
声 - 野川さくら
“アルゴス試験小隊”所属のネパール陸軍女性少尉。ステラとは対照的にボーイッシュな風貌とカラダの持ち主。性格は好戦的で、小隊内では主に“切込隊長”よろしく近接戦闘を担当する。
ヴァレリオ・ジアコーザ
声 - 浜田賢二
“アルゴス試験小隊”所属のイタリア共和国陸軍少尉。典型的なプレイボーイ気質で女性はとりあえず口説く軽薄さもあるが、実戦で生き残ってきた実力は本物。
ヴィンセント・ローウェル
声：杉田智和
ユウヤと共に派遣されたアメリカ陸軍の技術軍曹。女好きで軽薄なように見えるが、ユウヤとの付き合いは長く日系への偏見もない。
崔 亦菲（ツィ・イーフェイ）
声 - 石原夏織
統一中華戦線“暴風（バオフェン）”試験小隊長を務める女性中尉。持ち前の強気で強引な性格は機体操縦だけに留まらず、惚れたユウヤに対しても存分に発揮されている。
レオン・クゼ
声 - 羽多野渉
アメリカ陸軍第65戦闘教導団“インフィニティーズ”の少尉。ユウヤと同じ日系人だが、ユウヤと対照的に日系であることに誇りを持っている。
シャロン・エイム
声 - 田中理恵
“インフィニティーズ”の女性少尉。ユウヤ、レオンと同じ部隊に所属していた衛士。ユウヤのかつての恋人だが、現在はレオンと恋仲になっている。

## 先進戦術機技術開発計画
国連軍がアラスカにあるユーコン基地で進めている、各国間の情報・技術交換を主目的とした国際共同計画で、通称「プロミネンス計画」。外国からの新技術流入によるブレイクスルー、設計思想の硬化防止、世界的な技術水準の向上などのメリットがある一方、水面下では外国への情報流出・機密漏洩の危険性、対BETA戦後を睨んだ参加国の政治的介入や、利益獲得を優先させる企業同士の妨害工作などのデメリットも生じており、国連が掲げる「東西陣営の協調」「人類の大団結」という理想にはほど遠い。また、計画章には太陽と人類初の戦術機・F-4のシルエットをモチーフにしたデザインが採用されている。
ユーコン基地
アラスカの東西を流れるユーコン川とポーキュパイン川に沿った米国領（南側）とソ連租借地（北側）の境界線にまたがる地域に建設され、2つの川の合流点付近に建設されたフォート・ユーコンの司令部を中心に居住区・商業施設、整備・研究施設、飛行場、宇宙往還機基地、演習場などが建設されており、その広さは東西240kmにも及んでいる。基地全体が国連管轄区であるため、基地関係者の大半がフリーパスで米ソの国境線を通行できるようになっている。対BETA防衛ラインから離れた後方地域とはいえ、米ソの領土にまたがり、両国が中心に技術交換を進めている背景を考えれば、後方であっても緊迫した状況下にあるともいえる。
フェニックス構想
米国・ボーニング社による既存戦術機のアビオニクス換装と追加パーツの装着によって第3世代戦術機に相当する性能を持たせるという、既存戦術機のアップデート・プラン。しかし、米軍の戦術ドクトリンではG弾の運用が前提となっており、戦術機は予備戦力的な位置づけで考えられているため、戦術機の開発・生産に割り当てられる予算が少ない中、低コストと高性能化の両立を目指して進めざるを得なかったという背景もあるが、アルゴス試験小隊で進められたF-15・ACTV「アクティヴ・イーグル」の実証試験では良好な結果が得られ、後に「XFJ計画」の技術と併せることでF-15SE「サイレント・イーグル」が開発されることとなった。
XFJ計画
77式「撃震」の耐用年数が迫り次期主力機の完成を待つ時間的余裕もない中、日本単独で改修を実施した94式「不知火・壱型丙」も満足できる成果が得られず、袋小路に陥った日本帝国軍が「プロミネンス計画」に参加することで技術的な行き詰まりの解決を目指した計画。米国（主にボーニング社）のノウハウ吸収を計り、上記の「フェニックス構想」と同様の手法で「不知火」の性能向上を図る機体改修計画をメインに進め、XFJ-01（a・b）「不知火・弐型」を開発、アルゴス試験小隊と日本帝国軍・富士教導隊で評価試験が進められた。
П（ペー）3計画
ソ連軍のイェジー・サンダークが進めている謎の計画。クリスカとイーニァに何らかの関わりがあるようだが、詳細は不明。
99型電磁投射砲
日本帝国軍兵器廠が戦術機用携行火器として独自開発した、初の実戦用戦術レールガン。XFJ計画の一環として日本国外での実地試験に持ち出され、カムチャツカ州に襲来したBETA群に対して実施した不知火・弐型（フェイズ1）による実戦射撃では、約3000体のBETAを一瞬のうちに殲滅するという凄まじい威力を発揮した。しかし、ブラックボックス化された中枢部には「横浜絡み」のG元素由来の技術が用いられており、兵器廠内でも解析できていない部分が多々ある。その威力と開発経緯から政治的・軍事的にも大きな意味を持つ兵器であり、ソ連への技術漏洩を危惧する軍内の一派が、計画推進者である巌谷を批判する場面も見られた。

## 戦術機
詳細は、マブラヴ オルタネイティヴ#戦術機を参照。形式や名称にリンクが張られている部分は作中のそれではなく実在のものである事に注意。

### 日本帝国製戦術機
00式戦術歩行戦闘機 武御雷 TYPE-00F
高い機動性と近接戦闘能力を持つ、日本帝国斯衛軍の戦術機。制式化された戦術機の中では最高の性能を持つ。本作では篁唯依が山吹色のカラーリングをしたF型に搭乗しており、XFJ計画の一環としてアラスカ・ユーコン基地に持ち込まれている。
試製98式戦術歩行戦闘機 武御雷 TYPE-98XR
アニメ版でのみ登場。将軍家と縁故の深い五摂家の人物のみ搭乗を許された青いR型が先行量産試験機として登場している。1998年の京都防衛戦において、京都駅構内でBETAに包囲された唯依の目の前に現れ、長刀と突撃砲を駆使してBETAの群れを駆逐した。
82式戦術歩行戦闘機 瑞鶴
アニメ版とHobby JAPANの連載『TSFIA』に登場。斯衛軍の衛士が搭乗する機体であり、訓練生から繰上げ任官となった唯依達もこれに搭乗し、1998年のBETA侵攻に際して京都の防衛にあたった。普代武家出身の唯依は山吹色のTYPE-Fに、その他の訓練生は白のTYPE-Aに搭乗した。
過去に唯依の父や巌谷が開発に関わっていた機体で、唯依の父が開発に参加していたことはアニメ版第1話でクラスメートとの会話の中で語られ、巌谷がテストパイロットとして米軍機と模擬戦を繰り広げたエピソードは『TSFIA』で描かれている。
94式戦術歩行戦闘機 不知火・壱型丙
日本帝国軍が開発した「不知火」を日本で改良した戦術機。
機体フレームと各部アクチュエーターの強化、ジェネレーター出力の向上により“試製99型電磁投射砲”といった重武装も可能。その反面、操縦系統のバランスが悪く稼働時間も極めて短いため、100機に満たないうちに生産が中止された。データ収集用のほか、熟練衛士向けにごく少数が実戦配備される程度にとどまっている。「不知火・弐型」のベース機としてアルゴス試験小隊で使用されている機体には富士教導隊仕様機に似たフェリス・パターン迷彩（白・灰・紺の3色）が施されている。この他、アニメ版でも唯依達の教官が搭乗し、京都市街に現れたBETAと交戦している。またアニメで登場した不知火・壱型丙も実験機の一機である。
XFJ-01a 不知火・弐型
日本帝国軍の次期主力戦術機開発計画“XFJ計画”の一環で開発された概念実証試験機。
稼働時間の少なさという欠点を克服するため、「不知火・壱型丙」の機体各所にアメリカ製のパーツが組み込まれている。物語中盤以降のユウヤの機体。フェイズ1の時点では壱型丙と同じ外見だったが、試験段階がフェイズ2に移行した際に両肩及び腰部にスラスターが追加され、同時に外装も変更されている。2番機とは違う主機（ジネラルエレクトロニクス製F-140）を搭載している。変更当初は紅白を基調としたデモンストレーターカラーで塗装されていたが、後に対戦術機戦闘演習「ブルーフラッグ」に参加する際、テストパイロットを務めるユウヤの「敵戦術機に目視・パターン認識されやすい」という意見を汲み、白を基調としたモノトーンカラーに機体色が変更されている。
不知火・弐型開発時からYF-23の基礎研究やパーツなどが廻されており最終的にはF-22Aすら上回る機体性能の不知火・弐型フェイズ3も用意されている。一号機にはYF-23譲りの機能を装備している。
XFJ-01b 不知火・弐型
日本帝国軍の“XFJ計画”で開発された概念実証試験機の2番機。
1番機と違い濃紺を基調としたカラーリングが特徴だが、データ収集のため1番機とは違う主機（プラッツ & ウィットニー社製F-133-PW-100）が搭載されている。中盤以降にタリサが搭乗する機体。
最終的には2号機も１号機同様にフェイズ3へと改修される予定だったが、２号機のみ単機で組み立てられ唯依が搭乗することになる。機体特性などはYF-23譲りながらステルス機能などは全てをオミットして完成させている。
97式戦術歩行高等練習機 吹雪
F-15「イーグル」のライセンス生産から得たノウハウを元に、日本帝国軍が開発した高等練習機。
劇中では不知火弐型の完成前にユウヤが搭乗したが、アメリカ製戦術機とは違うクセのある機動に終始振り回されることになった。また、整備士のヴィンセントは吹雪について「劣化コピーどころか、正真正銘の第3世代機」であると機体性能の高さを評価している。

### アメリカ製戦術機
F-15E ストライク・イーグル
F-15「イーグル」をベースに総合的に攻撃力を強化した派生機。
本作ではアクティヴ・イーグルとの比較試験及び演習時の対抗部隊用として、アルゴス試験小隊に3機配備されている。並みの戦術機ではF-15・ACTVの機動力に追随できないため、跳躍ユニットの出力を強化したチェイサー仕様となっており、一般機よりも機動性が向上している。
F-15・ACTV アクティヴ・イーグル
F-15「イーグル」の“フェニックス構想”による機体改装実験機。
“プロミネンス計画”の一環として実施された「フェニックス構想」の実証試験機として第2世代最強の性能を誇る戦術機・F-15「イーグル」をベースに開発された。肩部、および兵装マウント取付部に追加されたスラスターによって機動性を大幅に向上させることに成功したが、武装搭載量が通常の戦術機に比べて半減してしまうという短所を抱えている。
アルゴス試験小隊に2機配備されており、ユウヤの同僚であるヴァレリオとタリサが、中盤以降はヴァレリオとステラが搭乗している。
F-22 EMD Phase2 ラプター先行量産型
対BETA戦後に起こり得る、人類同士の対戦術機戦闘を見越してステルス性を重視した、米軍最新鋭の第3世代戦術機・F-22A「ラプター」の先行量産型。試作型（YF-22）で発見された欠点はすべて改修されており、実戦配備されたHRP（全規模量産型）と遜色ない性能を有している。「F-15と100回戦って負けなかった」「F-18と200回戦って一度も撃墜判定を受けなかった」など、ほとんど伝説と言ってもいいテスト結果を出しており、しかもそれは先行量産型より性能がやや下回る試作型が残した結果である。このようなハイスペックに比例して運用コストも桁違いに高く「足裏の接地樹脂ワンセットで第1世代戦術機が1機買える」ほどである。
アグレッサー部隊に対する教導を主任務とする合衆国陸軍第65戦闘教導団からアラスカに派遣されてきたレオンやシャロンたち、インフィニティーズ小隊の搭乗機でもある。物語の中盤以降、他国の試験部隊を圧倒する凄まじい性能を見せつけることになる。
ちなみにEMDとは“Engineering and Manufacturing Development”の略語で、本格量産に至るための生産技術の開発及び確認を意味する。
F-16 ファイティングファルコン
米軍を始めとして世界各国で使用されている第2世代戦術機。米軍では高価なF-15と安価な本機での「ハイ・ロー・ミックス」編成を基本としており、トルコ軍時代のイブラヒムも本機に乗って前線に出ていた。ユーコン基地を襲撃したテロリストにより、米軍と国連軍に配備された合計36機が奪われてしまう。
YF-23 ブラックウィドウII
かつてYF-22とトライアルをした後、長刀や複合兵装型突撃砲の使用など画期的な新機構を持ち総合性能でYF-22を上回っていたが、コストの問題や米国の戦略方針（実質的な焦土化戦略である「G弾ドクトリン」へのシフト）の変更などの理由で不採用となった第3世代型戦術機。不採用となってもその設計思想は各国の戦術機開発に大きな影響を与えている。現在はモスボール処理をされているが、予備機がユーコンに運び込まれて不知火・弐型へパーツが組み込まれることになった。

### ソ連製戦術機
Su-37UB チェルミナートル
ソビエト陸軍が開発した第2世代戦術機、Su-27「ジュラーブリク」を改修し、準第3世代機としてアップグレードさせた機体。
西側の開発した戦術機とは異なり、腕部にチェーンソーを模したモーターブレード、肩や脚部のブレードベーン（カーボンブレードによるスパイクアーマーの一種）といった近接格闘戦主体の武装が特徴。UB型は複座型のコクピットブロックを採用し、劇中では前部座席のイーニァが火器管制（ガンナー）、後部座席のクリスカが機体制御（ドライバー）を担当している。
Su-37M2 チェルミナートル
Su-27「ジュラーブリク」の強化発展型であるSu-27M2の高い性能に注目したソ連軍首脳部により「Su-37」として制式採用された。ソ連では「ソ連初の第3世代型戦術機」と喧伝されているが、西側諸国からは第2.5世代機と見なされている。ちなみに、これらSu-37系列機の通称「チェルミナートル」は西側の識別コードネームである「ターミネーター（TERMINATOR）」をロシア語読みしたものがそのまま定着したものである。
ソビエト陸軍ジャール大隊の指揮官であるラトロワ中佐の愛機で、ブルー系統の迷彩色でペイントされている。
Su-27SM ジュラーブリク
Su-37「チェルミナートル」のベースとなったSu-27初期型に近代化改修を施した機体で、ジャール大隊の衛士が搭乗する。Su-37とは機体各所のブレードベーンの数などに差異がある。
MiG-29 ラーストチカ
ソ連製の第2世代戦術機。F-16に匹敵する低コストながら密集戦・格闘戦を得意とし、東欧社会主義同盟を始めとする東側諸国に数多く輸出され、現地改修型も多数生産されている。チェルミナートルやジュラーブリク同様に腕からモーターブレードを展開できる他、脛からもモーターブレードを展開できるのが大きな特徴。ソ連軍のユーコン基地警備隊が使用していたが、テロリストに奪われてしまう。
MiG-29OVT ファルクラム
米国のノースロック・グラナン社からの技術供与を得て、MiG-29に第3世代戦術機と同等の性能をもたせた試作機。機体を5%大型化して推進剤容量を増やし、稼働時間を延長したほか、肩部にスラスターを追加し、機動力が強化されている。東欧社会主義同盟のテスト部隊により試験が行われていたが、ユーコン基地を襲撃したテロリストに奪われてしまい、その中のエース格であるクリストファーの乗機として使用されてしまう。
Su-47E ビェールクト
ソ連製の第3世代戦術機。П3計画専用機としてユーコンテロ終結後にイーダル小隊用に黒色の機体が複数搬入された。それとは別に真紅の色のビェールクトも登場する。アニメでは密かに搬入されていたものがクリストファーに奪取された後、イーニァとクリスカによる干渉でコクピットを強引に入れ替えられて二人がBETAの殲滅を行った。しかし、プラーフカと洗脳装置で二人が正気を失ったまま暴走し、ユウヤ達に襲いかかった。

### その他各国の戦術機
J-10 殲撃（ジャンジ）10型
統一中華戦線とイスラエルがF-16Cをベースに共同開発した第2世代戦術機。米国の戦略方針変更により開発計画が頓挫しかかっていたイスラエルの試作戦術機「ラビ」の開発に統一中華戦線が共同開発を持ちかけ、開発を継続させることで完成させた戦術機。統一中華戦線におけるHi-Low-Mixの“Low”（“Hi”は殲撃11型（Su-27SKのライセンス生産機））を担う機体として配備が進められており、暴風（バオフェン）試験小隊により試験が行われている。
柳葉刀を模した77式近接戦用長刀や腕・脚部のカーボンブレードなどの格闘戦を重視した装備と、装甲ラウンドモニター（額の複眼状カメラ）を採用した頭部モジュール、胸と腰のリアクティブアーマーなど、他国の戦術機にはない独自の仕様が特徴で、F-16系派生機の最高傑作と評されている。
F-14Ex スーパートムキャット
第2世代機であるF-14のアップグレード計画として提案されたバージョン。原型機のF-14はアメリカ本土では既に退役済みだが、イラン陸軍などを中心に運用されているため、それらの国々向けに提案された。大きな特徴であったフェニックスミサイルの運用能力はオミットされ、肩のミサイルマウントを大型のスラスターに変更。加えて頭部を大型化し、レーダーやセンサーを強化するなどの総合的な改造により、第2.5世代相当の性能を持たせ、中・近距離戦用の戦術機として生まれ変わった。イランを中心とする中東連合のアズライール試験小隊によりテストが行われている。
この他、設定上ではスウェーデン軍のJAS-39グリペン、オーストラリア軍のF/A18スーパーホーネット改などの機体もプロミネンス計画の元でテストが行われているとされる。

## スタッフ
- 原作：吉宗鋼紀
- キャラクターデザイン・原画：唯々月たすく/宮田蒼
- メカデザイン：吉宗鋼紀/フヂロウ/Niθ
- 不知火壱型丙迷彩・電磁投射砲デザイン：柳瀬敬之
- シリーズ構成・プロット・テキスト：吉宗鋼紀/秋月ひろ（ランアンドガン）
- 撮影コンテ・監修：foca
- 軍事設定アドバイザー：“教官”都々目さとし
- 3Dモデリング：造型村
- 3Dフィニッシュワークス：ヴァージナル・アート
- 撮影・画像処理：高瀬ゆうじ（高瀬写真事務所）
- エディトリアルデザイン：Flightlab
- 主題歌:『INSANITY』(歌:奥井雅美、作曲:Monta、編曲:鈴木Daichi秀行)
- エンディングテーマ:『TOTAL ECLIPSE』(歌:奥井雅美、作曲・編曲:Monta)
- 製作監修：アージュ
- 3Dディレクション：ボークス
- 製作：TECH GIAN

## 既刊一覧

### 原作小説
エンターブレインのファミ通文庫より出版されている。著：吉宗鋼紀、原作：アージュ、挿絵：唯々月たすく（1-4巻まで）・宮田蒼（1-5巻まで）･ixtl（6巻）
マブラヴ オルタネイティヴ トータル・イクリプス 
1. 「朧月の衛士」2007年12月25日発売、ISBN 978-4-7577-3920-8
2. 「宿命の動輪」2008年5月30日発売、ISBN 978-4-7577-4234-5
3. 「虚耗の檻穽」2008年12月28日発売、ISBN 978-4-7577-4521-6
4. 「懺業の戦野」2009年1月30日発売、ISBN 978-4-7577-4650-3
5. 「蠱主の細瓮」2011年10月29日発売、ISBN 978-4-04-727615-4
6. 「膺懲の火影」2013年3月30日発売、ISBN 978-4-04-728800-3

### 漫画
『月刊コミック電撃大王』にて『マブラヴ オルタネイティヴ』本編と並行して連載。全編をコミック化すると少なくとも5年の長期となり作画担当者が本作以外の仕事ができなくなるという観点から、ストーリーの節目ごとに作画が交代する3部構成の予定となっている。

#### マブラヴ オルタネイティヴ トータル・イクリプス（漫画版第1部）
作者はイシガキタカシ。2009年9月号から2011年11月号にかけて連載。
1. 2010年5月28日発売、ISBN 978-4-04-868623-5
2. 2011年2月26日発売、ISBN 978-4-04-870327-7
3. 2011年11月26日発売、ISBN 978-4-04-886095-6

#### マブラヴ オルタネイティヴ トータル・イクリプス rising（漫画版第2部）
作者はROHGUN。2012年7月号から2016年7月号にかけて連載。
1. 2012年11月27日発売、ISBN 978-4-04-891189-4
2. 2013年7月27日発売、ISBN 978-4-04-891769-8
3. 2014年3月27日発売、ISBN 978-4-04-866439-4
4. 2014年12月20日発売、ISBN 978-4-04-869056-0
5. 2015年9月26日発売、ISBN 978-4-04-865355-8
6. 2016年7月27日発売、ISBN 978-4-04-892101-5

#### マブラヴ オルタネイティヴ トータル・イクリプス 帝都燃ゆ
綱島志朗によるコミカライズ。電撃マブラヴ1〜3に連載。京都攻防戦を描いたコミカライズで、漫画版第1部の前日譚的内容。
- ISBN 978-4-04-891687-5

### 総集編
同じスピンオフ企画でホビージャパンの連載されている『TSFIA』と合同。編集：TECH GIAN編集部
MUV-LUV ALTERNATIVE TSF CROSS OPERATION『トータル・イクリプス』&『TSFIA』総集編
1. 2008年10月31日発売、ISBN 978-4-7577-4489-9
2. 2010年5月31日発売、ISBN 978-4-04-726622-3
3. 2011年3月31日発売、ISBN 978-4-04-727250-7
4. 2011年10月31日発売、ISBN 978-4-04-727658-1

## テレビアニメ
| 原作・製作総指揮             | 吉宗鋼紀                                                                         |
| 監督                         | 稲垣隆行（第1話、第2話）→ 安藤正臣（第3話 - 第24話）                             |
| シリーズ構成                 | 稲垣隆行（第1話 - 第17話）→ 不在（第18話 - 第24話）                              |
| メカニックデザイン           | 吉宗綱紀、Niθ、フヂロウ、柳瀬敬之 星野秀輝（第3話 - 第24話）                     |
| キャラクターデザイン         | 原由美子                                                                         |
| 総作画監督                   | 水上ろんど、篠原健二 内田孝（第15話 - 第24話）                                   |
| BETA/エフェクト監督          | 和田大                                                                           |
| メカニックデザイン           | 川原智弘、大河広行                                                               |
| プロップデザイン             | 森岡賢一                                                                         |
| 美術監督                     | 市倉敬                                                                           |
| 色彩設計                     | 篠原愛子                                                                         |
| CGIディレクター              | 森野浩典                                                                         |
| CGプロデューサー             | 橋本トミサブロウ                                                                 |
| 撮影監督                     | 江間常高                                                                         |
| 編集                         | 定松剛                                                                           |
| 音響監督                     | 明田川仁                                                                         |
| 音楽                         | 長岡成貢                                                                         |
| 音楽プロデューサー           | 池畑伸人                                                                         |
| 音楽制作                     | avex entertainment                                                               |
| プロデューサー               | 田中宏幸、川田雅裕→小池貴志 圡方真、大城博章、井手響太                           |
| アニメーションプロデューサー | 山本俊一                                                                         |
| アニメーション制作           | ixtl×サテライト                                                                  |
| 製作                         | オルタネイティヴ第一計画（avex entertainment、ixtl、テレビ東京、AT-X、文化放送） |

『トータル・イクリプス』のタイトル（タイトルロゴの英題は原作と同じく『Muv-Luv Alternative TOTAL ECLIPSE』）で、2012年7月1日から同年12月23日まで、テレビ東京・AT-Xほかにて放送された。また、テレビ東京では本放送に並行する形で別枠での再放送も実施されていた。
企画開始から放送開始までには1年間が費やされた。それを受けて制作された第1話と第2話は、原作を知らない人へ世界観を説明する、テレビアニメ版オリジナルのプロローグとなっている。
シリーズの特徴である残虐シーンも盛り込まれているが、テレビ放送では真っ黒に塗りつぶされている。これらはセルビデオ版で解禁されており、BETAに食い引きちぎられる登場人物等が明確に描かれているが、それでも残虐すぎる一部のシーンは真っ黒に塗りつぶされている。
なお、テレビアニメ版では原作の一部エピソードがカット、キャラクターの台詞も変更され、ブルーフラッグ編では原作で対戦した組み合わせが変更されたり違った描写が盛り込まれている。

### プロモーション
第14話と第15話の間の週には、特別番組『トータル・イクリプス アナライズSP』が放送された（ニコニコ動画では未配信）。出演は増田英彦、山田ルイ53世、中原麻衣、生天目仁美、吉宗鋼紀。また、等身大サイズの着ぐるみで光線級BETAが登場した（この着ぐるみは本編放送中のTVCMにも登場している）。
第19話と第20話の間の週には、総集編『トータル・イクリプス クライマックス直前SP』が放送された。ナレーションは本井えみ。
2013年2月11日には、日本武道館で昼の部としてBD・DVD購入者特典の抽選による無料イベントを、夜の部として有料ライブイベント『TE MEMORIAL NIGHT 2013 powered by MUV-LUV』をそれぞれ開催予定であった。しかし、昼の部は開催されたものの夜の部は諸般の事情により開催延期となった。その後、同年6月22日には品川ステラボールで、開催延期となっていた『TE MEMORIAL NIGHT 2013 powered by MUV-LUV』が開催された。

### 主題歌（テレビアニメ）
オープニングテーマ
「Go to the top」（第2話 - 第19話）
作詞・歌 - 倖田來未 / 作曲・編曲 - CLARABELL
第1話ではエンディングテーマとして使用された。
「Doubt the World」（第20話 - 第24話）
作詞 - 畑亜貴 / 作曲・編曲 - 山下洋介 / 歌 - 栗林みな実

エンディングテーマ
「signs 〜朔月一夜〜」（第2話 - 第19話、第24話）
作詞・作曲 - 加藤祐介 / 編曲 - 長岡成貢 / 歌 - 栗林みな実
第1話では未使用。
「スノウメヰデン」（第17話）
作詞 - 畑亜貴 / 作曲・編曲 - 長岡成貢 / 歌 - 美郷あき
第24話では挿入歌としても使用された。
「Revise the World」（第20話 - 第23話）
作詞 - 畑亜貴 / 作曲 - 加藤祐介 / 編曲 - 長岡成貢 / 歌 - ayami

挿入歌
「NO PLACE LIKE A STAGE」（第3話、第16話）
作詞 - 谷山紀章 / 作曲・編曲 - 飯塚昌明 / 歌 - GRANRODEO
「True 4 Eyes」（第4話）
作詞・歌 - 栗林みな実 / 作曲 - アンプロヴィデンス計画 / 編曲 - 山下洋介
「Apocalypse of Destiny」（第5話、第23話）
作詞 - 池畑伸人 / 作曲 - プロミネンス計画 / 編曲 - 山下洋介 / 歌 - ayami

### 各話リスト
| 話数       | サブタイトル       | 脚本           | 絵コンテ                | 演出                | 作画監督                                                    | メカ作画監督               |
| ---------- | ------------------ | -------------- | ----------------------- | ------------------- | ----------------------------------------------------------- | -------------------------- |
| 第一話     | 帝都燃ゆ（前編）   | 山口宏         | 三沢伸                  | 阿部雅司            | 山内則康、古川博之                                          | -                          |
| 第二話     | 帝都燃ゆ（後編）   | 山口宏         | 三沢伸                  | 吉川浩司            | 野田康行、山崎輝彦 古川博之、山口飛鳥 KIM YONG-SIK          | 村松尚雄 川原智弘 大河広行 |
| 第三話     | 錚々たるユーコン   | 稲垣隆行       | 福田道生                | ヤマトナオミチ      | 山田裕子                                                    | 村松尚雄 川原智弘 大河広行 |
| 第四話     | 朧月の群れ         | 山口宏         | 稲垣隆行                | 田口智久            | 志賀道憲、飯飼一幸                                          | 川原智弘 大河広行          |
| 第五話     | 正しき資質         | あおしまたかし | 平田智浩                | 徐恵眞              | 崎本さゆり、岡辰也 田中志穂、金丸綾子 小市由佳              | 川原智弘 大河広行          |
| 第六話     | 群青               | 柿原優子       | 福田道生                | 飯村正之            | 清水勝祐、そらもとかん 中島美子                             | 川原智弘                   |
| 第七話     | 漂泊の行方         | 柿原優子       | こでらかつゆき          | 阿部雅司            | 古川博之、山田裕子 山内則康                                 | -                          |
| 第八話     | 極東戦線           | 山口宏         | 三沢伸                  | 野木森達哉 橋口洋介 | KIM YONG-SIK                                                | 川原智弘 大河広行          |
| 第九話     | 落涙               | あおしまたかし | こでらかつゆき 福田道生 | 徐恵眞              | 崎本さゆり、村司晃英 岡辰也                                 | 川原智弘 大河広行          |
| 第十話     | 予兆               | 吉村清子       | こでらかつゆき          | 筑紫大介            | 村田峻治                                                    | 大河広行                   |
| 第十一話   | BETA進撃           | 千葉克彦       | あべたつや              | 井端義秀            | 志賀道憲、飯飼一幸 岩田芳美                                 | 川原智弘 大河広行          |
| 第十二話   | 死闘の果て         | 山口宏         | 三沢伸                  | 吉川浩司            | 畑智司、竹森由加 深沢謙二                                   | 川原智弘 大河広行          |
| 第十三話   | 選択の対価         | 山口宏         | 島津裕行 安藤正臣       | 黒瀬大輔            | 吉田尚人、安本学 舘崎大                                     | 川原智弘 大河広行          |
| 第十四話   | 衛士の一分         | 山口宏         | 島津裕行 安田賢司       | 清水明              | 鯉川慎平、吉岡敏幸 一居一平                                 | 川原智弘 大河広行          |
| 第十五話   | 追い縋る十字架     | あおしまたかし | 安田賢司                | 笹原嘉文            | 飯飼一幸、八木元喜 寒川歩、志賀道憲                         | 大河広行                   |
| 第十六話   | 蒼ざめた焔         | 千葉克彦       | 安田賢司 水本葉月       | 筑紫大介            | 畑智司、内田孝                                              | -                          |
| 第十七話   | 仄暗き記憶         | 柿原優子       | 安藤正臣                | 泉明宏              | 羽野広範、品口晶 容洪                                       | -                          |
| 第十八話   | 歪みの羽音         | 吉村清子       | 安藤正臣 水本葉月       | 水本葉月            | HWANG MIJEONG HAN SEUNGHUI HEO GIDONG                       | -                          |
| 第十九話   | 深緑               | あおしまたかし | 福田道生                | 前園文夫            | 栗原基彦、小澤円 前澤弘美、森悦史 水上ろんど、内田孝        | -                          |
| 第二十話   | 牙を剥く世界       | 山口宏         | 沼田誠也                | 沼田誠也            | 畑智司、竹森由加 前澤弘美、小澤円 今西亨、水上ろんど 内田孝 | 川原智弘 大河広行          |
| 第二十一話 | 裂ける未来         | 千葉克彦       | 和田高明 吉川浩司       | 井端義秀 志賀道憲   | 飯飼一幸、寒川歩 八木元喜、荒木祐 志賀道憲                  | 川原智弘                   |
| 第二十二話 | 汚れなき報復       | あおしまたかし | 吉川浩司                | 清水明              | 吉岡敏幸、鯉川慎平 一居徳男、羽野広範                       | 川原智弘 大河広行          |
| 第二十三話 | 屍せる者たちの凱歌 | 吉村清子       | 大河広行 島津裕行       | 中山敦史            | 飯泉俊臣、吉田尚人 田中一真、本田創一 安本学、古川博之      | 川原智弘 大河広行          |
| 第二十四話 | 白い闇             | 吉村清子       | 川原智弘 安藤正臣       | 安藤正臣            | 内田孝、篠原健二 水上ろんど、畑智司                         | 川原智弘 大河広行          |

### 放送局
| 放送地域       | 放送局         | 放送期間                 | 放送日時                     | 放送系列       | 備考                            |
| -------------- | -------------- | ------------------------ | ---------------------------- | -------------- | ------------------------------- |
| 関東広域圏     | テレビ東京     | 2012年7月2日 - 12月24日  | 月曜 1:35 - 2:05（日曜深夜） | テレビ東京系列 | 製作委員会参加                  |
| 大阪府         | テレビ大阪     | 2012年7月3日 - 12月30日  | 火曜 1:15 - 1:45（月曜深夜） | テレビ東京系列 |                                 |
| 福岡県         | TVQ九州放送    | 2012年7月3日 - 12月25日  | 火曜 2:30 - 3:00（月曜深夜） | テレビ東京系列 |                                 |
| 北海道         | テレビ北海道   | 2012年7月4日 - 12月26日  | 水曜 2:30 - 3:00（火曜深夜） | テレビ東京系列 |                                 |
| 日本全域       | AT-X           | 2012年7月5日 - 9月27日   | 木曜 11:00 - 11:30           | CS放送         | 製作委員会参加 リピート放送あり |
| 日本全域       | AT-X           | 2012年10月4日 - 12月27日 | 木曜 23:00 - 23:30           | CS放送         | 製作委員会参加 リピート放送あり |
| 岡山県・香川県 | テレビせとうち | 2012年7月7日 - 12月29日  | 土曜 1:53 - 2:23（金曜深夜） | テレビ東京系列 |                                 |
| 愛知県         | テレビ愛知     | 2012年7月7日 - 12月29日  | 土曜 2:30 - 3:00（金曜深夜） | テレビ東京系列 |                                 |
| 日本全域       | ニコニコ生放送 | 2012年7月8日 - 12月30日  | 日曜 0:00 - 0:30（土曜深夜） | ネット配信     |                                 |

### CD
TVアニメ『トータル・イクリプス』主題歌 & 挿入歌集「TOTAL ECLIPSE SONG COLLECTION」
型番 - [CD+DVD]：AVCA-62136 / [CD]：AVCA-62137
avex entertainmentより2013年2月6日発売。PCゲーム『マブラヴ ALTERED FABLE』内に収録されたビジュアルノベルの主題歌・挿入歌も収録したコンプリートアルバム。特典DVDにはアニメーションPV等を収録。

### BD / DVD
| 巻数   | 発売日         | 収録話          | 規格品番     | 規格品番     |
| 巻数   | 発売日         | 収録話          | BD限定盤     | DVD限定盤    |
| ------ | -------------- | --------------- | ------------ | ------------ |
| 1      | 2012年9月28日  | 第1話・第2話    | AVXA-49879/B | AVBA-49870/B |
| 2      | 2012年10月26日 | 第3話 - 第5話   | AVXA-49880   | AVBA-49871   |
| 3      | 2012年11月30日 | 第6話 - 第8話   | AVXA-49881   | AVBA-49872   |
| 4      | 2012年12月21日 | 第9話 - 第11話  | AVXA-49882   | AVBA-49873   |
| 5      | 2013年1月25日  | 第12話 - 第14話 | AVXA-49883   | AVBA-49874   |
| 6      | 2013年2月22日  | 第15話 - 第17話 | AVXA-49884   | AVBA-49875   |
| 7      | 2013年3月22日  | 第18話 - 第20話 | AVXA-49885   | AVBA-49876   |
| 8      | 2013年4月26日  | 第21話 - 第23話 | AVXA-49886   | AVBA-49877   |
| 9      | 2013年5月24日  | 第24話          | AVXA-49887   | AVBA-49878   |
| 全話見 | 2021年3月19日  | 第1話 - 第24話  | EYXA-13310   | -            |

### 遊技機
いずれも発売はSANKYO。
パチスロ トータル・イクリプス / 同 Lv.MAX-RT
「トータル・イクリプス」は2016年4月、「トータル・イクリプス Lv.MAX-RT」は2018年4月に発売。前者はARTタイプで、後者はA+RTタイプ。
パチスロ トータル・イクリプス2
2019年11月発売の6号機。

## コンシューマゲーム
MAGES.のゲームブランド・5pb.Gamesより、PS3・Xbox 360用AVGソフトとして2013年5月16日に発売。 アニメ版の声優が声を担当し、アニメ用のオリジナルキャラクターも多数登場する。ストーリーは中盤までは概ねアニメ版を含む原典に準じたものになり、以降は本来構想していた「その先のストーリー」を描く。レーティング対象は前2作のD区分（17歳以上対象）からC区分（15歳以上対象）に引き下げられた。限定版としてドラマCD、資料集、ChaosTCGPRカード、光線級イヤホンジャックが付属。トロフィー・実績解除に対応。前2作と異なり、大きなシナリオの分岐は存在せず、選択肢によって会話の内容や観賞できるCGが多少変化する程度である。